# Albert Goullé
Albert Goullé, né le 30 mars 1844 à Darnétal (Seine-Inférieure) et mort le 2 décembre 1918 à Paris, est un journaliste, feuilletoniste, romancier et homme politique français.
Journaliste sous le Second Empire, il rejoint la Commune de Paris avant de s'exiler à l'étranger. Revenu en France, il devient écrivain et rédacteur régulier du Cri du peuple. En 1881, il aide à la formation du Comité révolutionnaire central (CRC) avec Édouard Vaillant puis rejoint le Parti socialiste révolutionnaire (PSR). Il rallie l'Union sacrée durant la Première Guerre mondiale avant de mourir en 1918. 

## Biographie
Né à Darnétal en 1844, Albert Goullé naît dans un environnement industriel constitué d'ouvriers tisseurs et de filature. Élevé dans une famille de manufacturiers, il vient à Paris à l'âge de treize ans et commence très tôt à militer dans les groupements socialistes. 
Ayant adhéré à l'Association internationale des travailleurs (AIT), il se trouve à la Prison Sainte-Pélagie pour délit de presse en compagnie de Henri Rochefort et Auguste Vermorel quand la République est proclamée le 4 septembre 1870. Resté à Paris lors du siège, il fait alors partie du Comité de Vingt arrondissements et signe l'Affiche Rouge en janvier 1871. Il également dans le même temps un rédacteur régulier du journal La Patrie en danger de Auguste Blanqui et du Cri du peuple de Jules Vallès. Le 18 mars, il est combattant à Belleville et décide de rejoindre la Commune de Paris durant laquelle il devient commandant d’état-major attaché au général Émile Eudes et, à partir du 12 mai, juge rapporteur à la cour martiale.

## Publications
- La Maison d'Auteuil, Paris, 1890
- Les Drames de la cour d'assises, d'après des documents authentiques entièrement inédits, Fayard Frères, Paris, 1896
- La Fille du supplicié, Paris, 1897
- Médecin pour dames, Paris, 1903
- Cessons la lutte de classe, Paris, 1915

Liste de publications sans date précise :
- L'Infanticide de Bellecombre - Roman judiciaire, Imprimerie Vve Albouy
- L'Inculpée, Imprimerie Ch. Lépice
- Le Beau Portefaix - Roman dramatique, Imprimerie Crété
- La Tour de Nesle - Roman d'aventure, Ollendorffn, Paris
- La Résurrection de la Tour de Nesle, Fayard, Paris
- L’Hôtel du Roi d’Yvetot, Crété de l’Arbre Imprimerie